# Тюрин, Илья Николаевич
Илья́ Никола́евич Тю́рин (27 июля 1980, Москва — 24 августа 1999, там же) — российский поэт, эссеист, гитарист.

## Биография
Родился в семье журналистов Ирины Бениаминовны Медведевой и Николая Григорьевича Тюрина. До восьмого класса учился в школе с углублённым изучением английского языка, потом — в лицее при Российском государственном гуманитарном университете (РГГУ, Москва).
С раннего детства писал стихи, но основной цикл, вошедший затем в сборник, был создан в 1995—1997 годы.
В лицее организовал рок-группу «Пожарный кран» (совместно с Давидом Тер-Оганьяном, Петром Быстровым, Михаилом Местецким и др.), был её бас-гитаристом (сценическое имя — Гавриил Семёнофф), автором большинства текстов. В 17 лет написал драматические сцены в стихах «Шекспир».
После окончания лицея год работал санитаром в НИИ скорой помощи им. Склифосовского, затем поступил в Российский государственный медицинский университет и продолжал писать эссе и статьи, которые публиковались в центральной прессе.
Прекрасно зная английский язык, в свободное время читал в подлиннике Шекспира, Байрона, Блейка и других английских поэтов.
24 августа 1999 года, погиб на 19-м году жизни, утонув в Москве-реке. Похоронен на Кузьминском кладбище.

## Оценка творческого наследия
Весной 2000 года в издательстве «Художественная литература» вышла книга стихов, песен, статей и эссе Ильи Тюрина «Письмо». Поэт Марина Кудимова назвала её «главным событием миллениума».
Об Илье Тюрине и его творчестве написано множество статей в московских и региональных газетах, журналах и альманахах, прошли репортажи на радио и телевидении. Его «Записные книжки» с предисловием поэта Юрия Кублановского опубликованы в журнале «Новый мир» (№ 12 — 2001). Весной 2003 года в издательстве ОГИ вышла книга «Погружение»: эссе Марины Кудимовой «Столько большой воды. Аквапоэтика: Иосиф Бродский, Александр Пушкин, Илья Тюрин», стихи, сцены «Шекспир» и записные книжки самого 19-летнего поэта. Выпущен компакт-диск песен Ильи Тюрина «Ровесник Луны».
В 2000 году создан Фонд памяти Ильи Тюрина и учреждена Премия памяти Ильи Тюрина в области литературы (стихи, эссе, пьеса) — Илья-Премия, по итогам которой в одноименной книжной серии издаются книги победителей. На основе работ финалистов Илья-Премии выпускается ежегодный литературный альманах «Илья».
В 2004 году совместно с Государственным музеем-заповедником А. С. Пушкина «Михайловское» проведён литературный фестиваль памяти Ильи Тюрина «Август» (Москва — Пушкинские Горы). С 2006 он стал ежегодным.